# Fred Peters

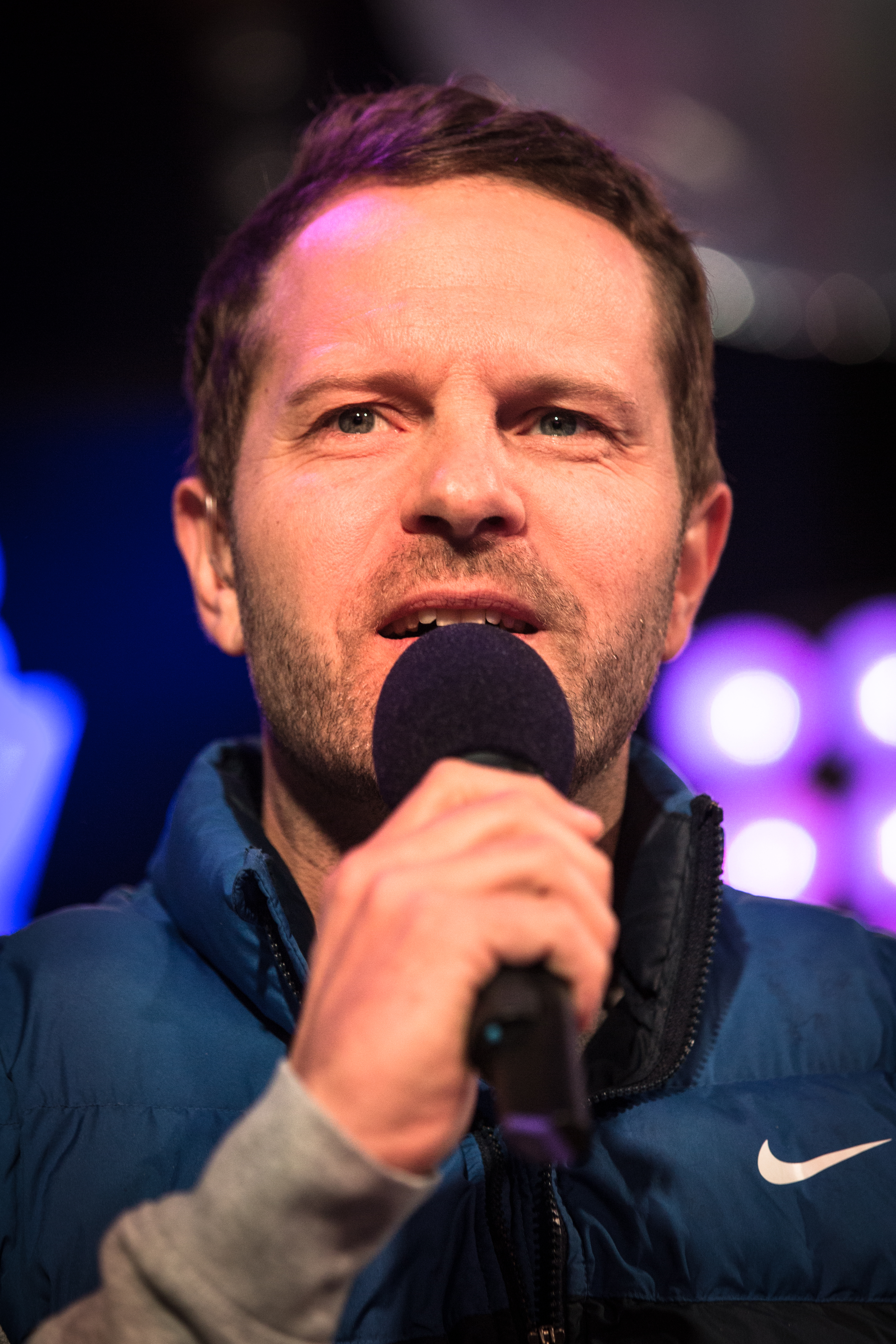
Fred Peters (2017)

Fred Peters (* 14. April 1977 in Düsseldorf) ist ein deutscher Hörfunk- und Fernsehmoderator.

## Radio
Zwischen Juli 2012 und Juli 2016 präsentierte er Montag bis Freitag zwischen fünf und neun Uhr zusammen mit Anneta Politi im zweiwöchigen Wechsel mit Sascha Zeus und Michael Wirbitzky die Radiosendung SWR3 Morningshow in SWR3-Land. Zudem betreut Fred Peters als Redakteur verschiedene SWR3-Sendungen. In den Jahren zuvor moderierte er die Sendung „Aufstehen mit DASDING“.

## Fernsehen
Zusätzlich zu seiner Arbeit beim Radio ist Fred Peters auch als Fernsehmoderator tätig. Bei EinsPlus moderierte er 2012 bis 2014 das 14-tägliche Videospiel-Magazin Reload.
Als Moderator führte er durch mehrtägige Live-Sendestrecken bei Festivals wie Rock am Ring, SWR3 New Pop Festival, Southside Festival und Openair Frauenfeld sowie Fashion & Music. Street Parade in Zürich. Die Live-Sendungen zum Musikfestival Rock am Ring gehören zu den längsten Live-Strecken in der Geschichte des deutschen Fernsehens.
Stellvertretend für die jungen ARD-Radiowellen, moderierte er im Jahr 2012 beim Vorausscheid für den Eurovision Song Contest Unser Star für Baku in Live-Sendungen auf ProSieben und in der ARD.
Für die Sendung Glückwunsch, ARD zum 60-jährigen Bestehen des Senders im Jahr 2010 wurde Fred Peters neben Tagesthemen-Moderatorin Caren Miosga, Volksmusiker Florian Silbereisen, die Tatort-Kommissare Klaus J. Behrendt und Dietmar Bär und Sportreporterin Sabine Töpperwien einen Tag lang bei seiner Arbeit in der Morning-Show von DASDING begleitet.

## Bühnenmoderation
Auch off air stand Fred Peters als Moderator auf der Live-Bühne, beim Southside Festival, Rock am Ring sowie bei privatwirtschaftlichen Events.

## Privates
Peters ist verheiratet, hat zwei Kinder und lebt mit seiner Familie in Baden-Baden.